# برتسل
برتسل (به مجاری:  Bercel) یک شهرداری در مجارستان است که در نوگراد واقع شده‌است. برتسل ۳۵٫۸۸ کیلومتر مربع مساحت و ۲٬۰۳۰ نفر جمعیت دارد.